# زاوية سيدي قاسم
زاوية سيدي قاسم هي قرية مغربية شمال المملكة. تنتمي زاوية سيدي قاسم لعمالة تطوان الساحلي. تضم هذه القرية 10.495 نسمة (إحصاء 2004).